# José Antonio Méndez
José Antonio Méndez García (* 21. Juni 1927 in Havanna; † 10. Juni 1989 ebenda) war ein kubanischer Komponist, Gitarrist und Sänger.

## Leben
Méndez lernte in früher Jugend Sindo Garay, Manuel Corona und Rosendo Ruíz Suárez kennen, Vertreter der traditionellen kubanischen Trova. 1940 war er Preisträger beim Wettbewerb der Rundfunksendung La Corte Suprema del Arte. 1946 schrieb er seine erste Komposition, Por mi ceguedad, kurz darauf auch Novia mía, eines seiner bekanntesten Werke. In dieser Zeit kam er in Kontakt mit Vertretern der los muchachos del filin wie den Komponisten César Portillo de la Luz, Ñico Rojas, Ángel Díaz, Luis Yáñez, Rosendo Ruíz Quevedo, Pablo Reyes, Justo Santos und Niño Rivera, den Sängern Elena Burke, Omara Portuondo und  Moraima Secada und dem Pianisten Frank Emilio Flynn, die prägend für seinen musikalischen Stil waren.
Er gründete 1946 die Gruppe Loquibambia Swing, in der er die Erste Gitarre spielte und der Alberto Menéndez (Zweite Gitarre), Eligio Valera, Leonel Bravet und Omara Portuondo (Gesang), Oscar González (später Isauro Hernández, Kontrabass) und Frank Emilio Flynn (Piano) angehörten. In einer anderen Gruppe mit Rosendo Ruíz, Dandy Crawford, Luis Yáñez; Francisco Fellove, Isauro Hernández, Frank Domínguez, Wichi Mercier und Leonardo Acosta spielte er die elektrische Gitarre.
1947 komponierte er den Song La gloria eres tú, den Pedro Infante in dem Film Dos tipos de cuidado sang und Olga Guillot in New York auf Platte aufnahm. 1949 spielte er mit der Band von Julio Gutiérrez Aufnahmen ein und besuchte auf Einladung von Pepe Reyes Mexiko, wo er mit Mario Ruiz Armengol, Agustín Lara, Gonzalo Curiel, Luis Demetrio, Álvaro Carrillo, Vicente Garrido, María Luisa Landín, José Sabre Marroquín und anderen auftrat. Roberto Espís Conjunto Casino nahm Anfang der 1950er Jahre mehrere seiner Songs auf, darunter Soy tan feliz, Cuando lo pienses bien, Quiéreme y verás und Tú, mi adoración (mit Roberto Faz). 1955–56 spielte er auf Anregung von Mario Rivera Conde in Mexiko eine Kompositionen und Lieder andere Komponisten mit den Orchestern von Chucho Zarzosa und Mario Ruiz Armengol ein.
Im Jahr 1969 kehrte Méndez nach Kuba zurück und trat Anfang der 1960er Jahre jede Nacht in der Lobby’s Bar des Hotel Saint John’s in Havanna auf. Mit der Combo von Frank Emilio Flynn und einem Jazzensemble unter Rafael Somavilla nahm er in Havanna 1964 ein Album u. a. mit eigenen Kompositionen wie Cemento, ladrillo, arena, El nuevo amanecer, Tu dulce mirar und neuen Versionen von Mi mejor canción und Novia mía sowie anderen Vertretern des Filin wie César Portillo de la Luz (Dime si eres tú), Pablo Reyes (Gemelos), Armando Guerrero (Tema eterno), Armando Peñalver (Me parece mentira) und Enrique Pessino (Corazón en cristal) auf. 
Neue Aufnahmen entstanden 1977 mit Frank Emilio Flynn und 1978 in Mexiko mit dem Orchester von Chucho Zarzosa (u. a. mit Xochimilco von Agustín Lara, El amor de mi bohío von Julio Brito,  La puerta von Luis Demetrio und Una aventura von Elisa Méndez). Seine letzte LP mit Orchesterarrangements Frank Emilio Flynns, Rey Montesinos’ und Abelardo Buchs erschien 1986 in Havanna. Méndez kam 61-jährig bei einem Verkehrsunfall 1989 ums Leben.